# Carl-Gustaf Lindstedt
Carl-Gustaf Lindstedt (Stoccolma, 24 febbraio 1921 – Stoccolma, 16 gennaio 1992) è stato un attore, comico e personaggio televisivo svedese, vincitore del premio Guldbagge come miglior attore nel 1970.

## Biografia
Figlio di un fiorista della capitale svedese, si avvicinò alla recitazione in giovane età, affrontando il teatro politico presente nella corrente giovanile del Partito Socialdemocratico Svedese. In questo periodo post-bellico conobbe gli attori Gunnar Lindkvist e Nils Ohlson coi quali formò un trio comico. Attivi negli anni cinquanta, Lindstedt fu un pioniere della comicità nella televisione svedese. Molte le sue interpretazioni in pellicole cinematografiche e in rappresentazioni teatrali.

## Filmografia

### Cinema
- Ha ballato una sola estate (Hon dansade en sommar), regia di Arne Mattsson (1951)
- Wild West Story, regia di Börje Nyberg (1964)
- Här kommer bärsärkarna, regia di Arne Mattsson (1965)
- Harry Munter, regia di Kjell Grede (1969)
- L'uomo sul tetto (Mannen på taket), regia di Bo Widerberg (1976)

## Premi e riconoscimenti
Guldbagge
1970 - Miglior attore - Harry Munter